# Kile
Kile är ett textredigeringsprogram, särskilt anpassat för att arbeta med typsättningssystemen TeX och LaTeX.  Kile kan användas på Unix-baserade system såsom Mac OS och Linux med KDE-skrivbordsmiljö.  Namnet kommer från det norska ordet för "kittla".